# Lwówek Śląski
Lwówek Śląski é um município da Polônia, na voivodia da Baixa Silésia e no condado de Lwówek Śląski. Estende-se por uma área de 16,65 km², com 8 869 habitantes, segundo os censos de 2019, com uma densidade 532,7 hab/km².